# Lysräkor
Lysräkor, lyskräftor, krill (Euphausiacea) är en ordning bland kräftdjuren, som omfattar cirka 85 arter. Dessa små evertebrater utgör en mycket viktig del av djurplankton, och är som sådan av stor vikt för alla arter som lever på plankton, som till exempel bardvalar, mantor, valhajar, krabbätarsälar och andra sälarter, samt några arter av sjöfågel som nästan uteslutande livnär sig på dessa.
En känd art är antarktisk krill, Euphausia superba. Internationellt sett är det norska ordet "krill" det vanligast förekommande.
Lysräkor förekommer i alla världens hav. De anses vara en nyckelart längst ner i näringskedjan, då de lever på växtplankton (och i mindre utsträckning djurplankton) och omvandlar därmed dessa till en form som lämpar sig som föda för många större djur. I Antarktiska oceanen utgör en enda art – antarktisk krill, Euphausia superba – en sammanlagd biomassa av flera hundra miljoner ton. Mer än hälften av denna biomassa äts av valar, sälar, pingviner, bläckfiskar och fiskar varje år. De flesta arterna i ordningen befinner sig dessutom nära ytan under natten och djupare ner under dagen. På så sätt är de tillgängliga som byte för en stor mängd arter som förekommer på olika djup.
Lysräkor fiskas i Antarktiska oceanen och i havet runt Japan. Varje år fiskas 150 000–200 000 ton upp ur världens hav. Dessa lysräkor används huvudsakligen som foder i fiskodlingar och akvarium, som agn vid sportfiske och inom läkemedelsindustrin. I Ryssland och Japan används lysräkor även som mat för människor.

## Taxonomi

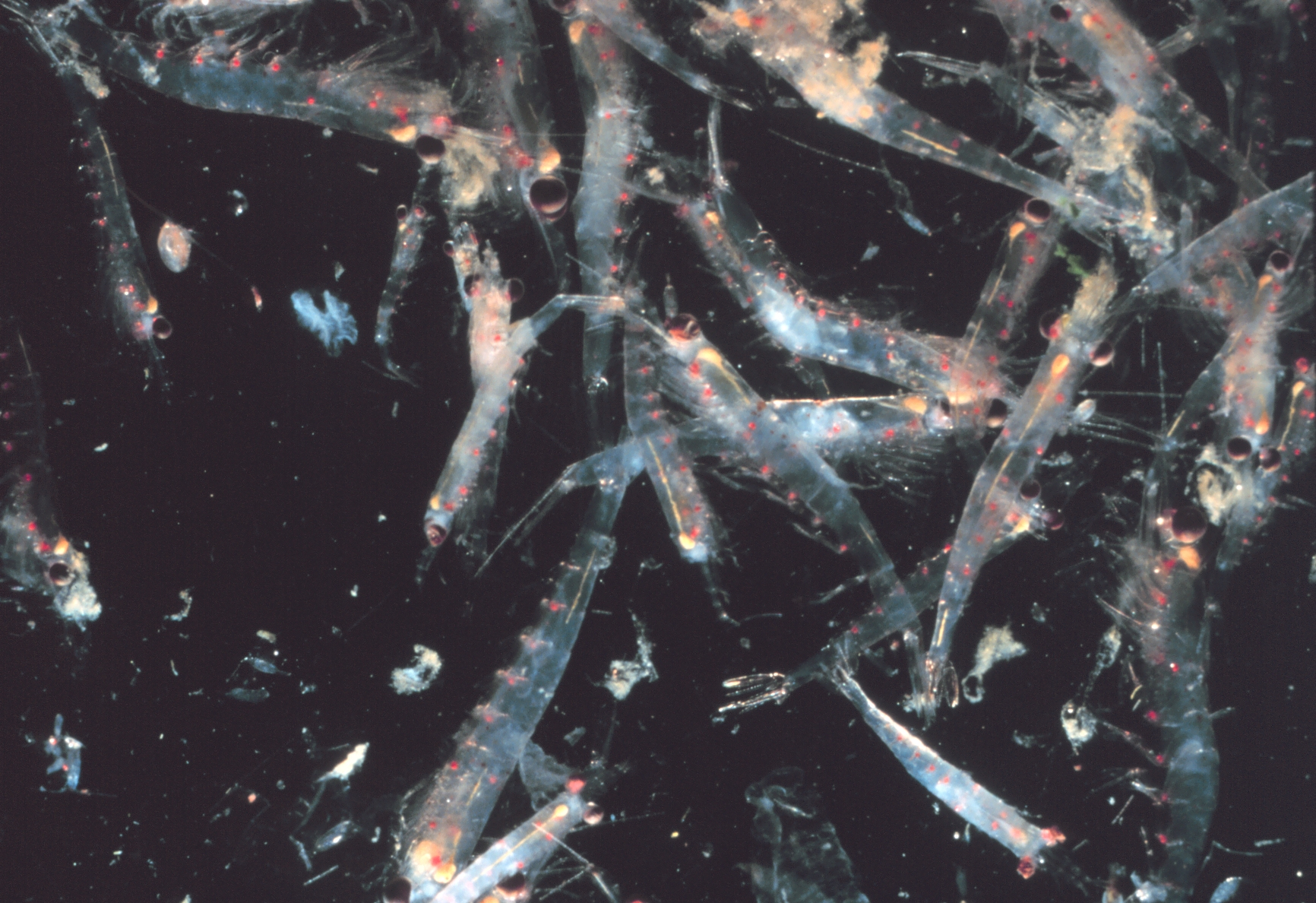
Ett stim lysräkor

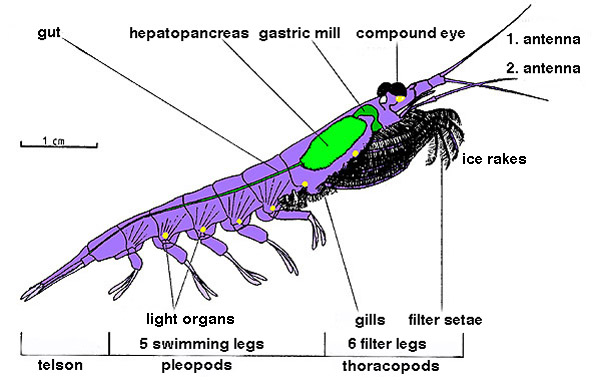
Lysräkornas anatomi med antarktisk krill som exempel

Ordningen indelas i två familjer: Euphausiidae och Bentheuphausiidae, men den senare familjen innehåller blott en enda art – Bentheuphausia amblyops, som också anses vara en av de mer primitiva nu levande arterna av lysräkor. Euphausiidae å andra sidan innehåller cirka 85 arter fördelade på tio släkten varav Euphausia, med 31 arter, är det största.

## Utbredning
Lysräkor förekommer över hela jorden i alla hav; de flesta arter förekommer i flera olika hav men flera arter är endemiska till vissa hav. Arter av släktet Thysanoessa förekommer både i Atlanten och Stilla havet. I Stilla havet förekommer även arten Euphausia pacifica. Meganyctiphanes norvegica förekommer över hela Atlanten, från norra Atlanten ner till Medelhavet.
Sju arter är beskrivna för Antarktis, en i släktet Thysanoessa (T. macrura) och sex arter från släktet Euphausia.

## Morfologi
Lysräkor är kräftdjur och har ett exoskelett av kitin. Detta består av tre segment: cephalon (huvudet), thorax och buk. De två förstnämnda är sammanfogade till en cephalothorax. Hos de flesta arter av lysräkor är detta yttre exoskelett genomskinligt.

## Lysförmåga
Nästan alla lysräkor har lysförmåga, bioluminescens, därav namnet. De har märkliga lysorgan, som är karakteristiska för gruppen. Lysorganen är nästan sfäriska och jämnt utplacerade längs kroppen: parvis vid basen av 2 och 7 thorakalbenen samt oparigt mellan de första fyra abdominalbenen. Ett par finns också i ögonstjälkarna. Lysorganen har en utåtriktad lins och på motsatta sidan en konkav reflektor. Framför reflektorn finns de ljusalstrande cellerna, och mellan dessa och linsen finns ett utfyllande material. Organet har rikliga blodkärl och nerver. Höljet består av bindväv och epidermal vävnad. Det är också försett med muskler som ger en viss rörlighet.
Organet kan avge mycket kraftigt ljus. Ljuset bildas genom att enzymet luciferas verkar på ett substrat, luciferin. Utgångsmaterialet för detta luciferin kan kanske komma från dinoflagellater som förtärs av lysräkorna, men detta är inte helt klarlagt. Liksom för övriga bioluminiscenta djuphavsorganismer är det okänt vilken funktion lysförmågan fyller för lysräkorna; någon form av social interaktion eller kamouflage kan tänkas.